# 戈尔杰耶夫卡区
戈尔杰耶夫卡区（俄语：Гордеевский район）是俄罗斯联邦布良斯克州下辖的一个区，其行政中心为戈尔杰耶夫卡。据2016年统计，该区的人口为10956人。